# Shadow Madness
Shadow Madness è un videogioco di ruolo del 1999 per PlayStation pubblicato da Craveyard Studios.

## Modalità di gioco
Il gameplay di Shadow Madness è molto simile ai titoli della serie Final Fantasy, in particolare Final Fantasy VII. Sono inoltre presenti sezioni in stile sparatutto in prima persona.

## Sviluppo
Shadow Madness è prodotto da Ted Woolsey, ex dipendente di Square negli Stati Uniti d'America che ha curato la localizzazione di Final Fantasy III e Chrono Trigger. Originariamente il titolo doveva essere distribuito da ASCII Corporation.
Il gioco è contenuto in due CD-ROM. In un disco separato è inclusa una demo di Jade Cocoon.